# Palais Nikaïa
Le palais Nikaïa est une salle de spectacle située à Nice dans les Alpes-Maritimes, au bord de la route de Grenoble, dans la plaine du Var. Sa capacité maximale de 9 000 places fait d'elle la plus grande salle de la région Provence-Alpes-Côte d'Azur avec La Halle de Martigues.

## Histoire
Le nom Nikaïa est le nom d'une nymphe de la mythologie grecque et est francisé généralement en « Nicée ».
Longtemps, la ville de Nice n'a disposé que d'une seule grande salle de concert couverte, le théâtre de verdure sur la promenade des Anglais, construit en 1946. À la fin des années 1990, celui-ci était devenu trop vétuste et trop petit, la municipalité conduite par Jacques Peyrat décida donc la construction d'une salle nouvelle et de capacité bien plus de grande.
Le palais Nikaïa fut construit en 2000 et 2001 par les architectes André Grésy et Serge Grésy, qui avaient auparavant participé aux plans du Zénith de Toulouse, ainsi que par Louis Chevalier. Il fut inauguré le 4 avril 2001 en présence du prince Albert II de Monaco et d'Elton John. Ce dernier donna ensuite le premier concert de la salle.
À la suite de la mort de Johnny Hallyday survenue le 5 décembre 2017, le 7 décembre 2017, le maire de Nice Christian Estrosi propose que le palais Nikaïa soit rebaptisé « palais Nikaïa-Johnny Hallyday ». Finalement, le conseil municipal décide que seul le parvis de la salle de spectacle sera renommé du nom du chanteur.

## Présentation générale
D'une superficie de 9 500 m2, le palais Nikaïa est constituée d'un grand volume construit à partir de six tours en béton armé. La toiture, de couleur extérieure blanche, est une charpente métallique formée de méga poutres installées sur dix-huit mètres et supportant un bac acier. Les façades Nord, Sud et Ouest, blanches également, sont composées de deux enveloppes différentes : l'enveloppe intérieure est en béton, l'enveloppe extérieure quant à elle, consiste en un bardage en aluminium. La façade Ouest est un mur-rideau et peut s'ouvrir pour communiquer sur le stade Charles-Ehrmann voisin. La façade Est est en grande partie vitrée. Elle comporte l'entrée principale qui donne accès à un hall de 1 800 m2. L'entrée dans la salle elle-même à partir de ce hall, se fait sur trois niveaux. Deux escaliers centraux et deux latéraux permettent d'accéder aux étages.
En configuration normale, la salle est modulable en fonction du nombre de spectateurs. Elle dispose de 1 500 à 6 250 places assises aménagées en gradins et peut accueillir jusqu'à 9 000 personnes lorsqu'elle comporte des places assises et debout. En configuration outdoor, c'est-à-dire ouverte sur le stade Charles-Ehrmann voisin, elle peut accueillir 27 000 spectateurs assis et jusqu'à 52 000 debout. Cette configuration, dénommée « Nikaïa Estival », permet l'organisation de grands concerts.
En dehors des concerts, le palais Nikaïa peut accueillir des congrès, des séminaires, des expositions et des dîners de gala.

## Nikaïa live
Jouxtant la salle principale, la salle Nikaïa Live, anciennement salle 700, de dimension beaucoup plus modeste, dispose d'une superficie de 350 m2. Elle est principalement consacrée aux créations culturelles et aux musiques actuelles. Cette salle de moyenne capacité comprend 320 places assises et 500 places debout. Outre les concerts, elle permet aussi l'organisation d'expositions et peut servir d'espace relations publiques et évènementiel. Chaque année depuis 2006, le conseil général des Alpes-Maritimes organise dans cette salle une soirée de concerts (06 en Live) destinés aux jeunes.

## Gestion
Le Palais Nikaïa est la propriété de la ville de Nice qui en a confié la gestion à une entreprise privée dans le cadre d'une délégation de service public sous la forme d'une concession d'une durée de huit ans. Ainsi de 2001 à 2009, le palais était géré par Gilbert Coullier et Denis Thominet via la Société d'animation du Palais Nikaïa. En juin 2009, la municipalité choisit pour nouveau délégataire le groupe Vega associée à la filiale française du groupe Live Nation dans une structure d'exploitation dénommée Société d'exploitation du Palais Nikaia, et détenue à 70 % par Vega.

## Localisation et accès
Le palais Nikaïa se situe dans la plaine du Var, au 163 route de Grenoble, en face du siège de Nice-Matin. Il se trouve donc au bord de la RD 6202, anciennement appelée RN 202, et est desservi par l'autoroute A8 (sortie 51 Nice - Saint-Augustin) ainsi que par la ligne B du tramway (arrêt CADAM - Centre administratif). En outre, une ligne de bus, la ligne 95, est spécialement mise en place avant et après chaque spectacle et relie le centre-ville de Nice au palais. Enfin, l'aéroport de Nice-Côte d'Azur est situé à proximité du palais Nikaïa, de même que la gare de Nice-Saint-Augustin.

## Artistes qui s'y sont produits
Beaucoup d'artistes et groupes francophones se sont produits au palais Nikaïa. On peut citer : Vanessa Paradis, Pascal Obispo, Charles Aznavour, Lorie, Jenifer, Zazie, Garou, Patrick Bruel, Michel Sardou, Jean-Jacques Goldman, Alizée, Laurent Gerra, Indochine, Kyo, Joey Starr, Sinclair, Chimène Badi, Christophe Mae, Birdy Nam Nam, les comédies musicales les Dix commandements, Roméo et Juliette et Le Roi Soleil. Les 2 et 3 mai 2009, Mylène Farmer y a donné les deux premiers concerts de son Tour 2009, dix ans après ses derniers concerts en province. Le 6 décembre 2013, elle y a terminé sa tournée Timeless 2013. Du 27 janvier au 1er février 2010, Les Enfoirés s'y sont produits pour leurs concerts annuels. Les huit demi-finalistes de l'émission musicale The Voice, la plus belle voix s'y sont produits à l'occasion du The Voice Tour 2012, le 23 juin 2012.
Internationalement, on peut mentionner  : Elton John, 
Daddy Yankee, les Red Hot Chili Peppers, David Bowie, Garbage, Muse, Snoop Dogg, Junior Kelly, Akon, Tokio Hotel, Night of the Proms, Mika, Ben Harper, Alanis Morissette, The Cranberries, 50 Cent, Pink, The Bloody Beetroots, Enrique Iglesias, Shakira, Beyoncé Knowles, Jamiroquai, Ghost, ou encore le spectacle Alegría du Cirque du Soleil. Les 3 et 4 octobre 2012, Lady Gaga s'est produite au palais dans le cadre de son Born This Way Ball, après avoir initialement prévu d'utiliser le stade. Le 4 mai 2013, le groupe anglais Depeche Mode s'y est produit, comme date de lancement de leur nouvelle tournée Delta Machine Tour,.
La World Wrestling Entertainment (WWE), promotion de catch, y a tenu un show avec les branches WWE SmackDown et ECW le 6 novembre 2008. C'était la seconde fois que la WWE se produisait en province depuis son regain d'intérêt pour le marché français. Un nouveau show avec Smackdown! et la ECW s'est tenu le 25 septembre 2009, et un autre show, Raw, le 3 novembre 2009. Par ailleurs, le 5 décembre 2009, le palais a accueilli l'élection de Miss France 2010.
L'ouverture du palais sur le stade Charles-Ehrmann s'est d'abord faite avec Johnny Hallyday en 2003, puis U2 en 2005 et 2009, avec les Rolling stones en 2006, avec Céline Dion en juillet 2008 et avec Madonna en août 2008. Celle-ci y a donné son premier concert français dans le cadre de sa tournée Sticky and Sweet Tour. Le 15 juin 2010, le groupe de rock AC/DC s'est produit au stade pour son Black Ice Tour. Pink a également tenu un concert le 13 juillet 2010 dans une configuration particulière utilisant la salle du Palais Nikaïa où avait été installée la scène, et la pelouse du stade pour aménager deux tribunes. Cette même configuration a été utilisée lors du concert de Prince le 25 juillet 2010. Les Britanniques de Coldplay ont donné un concert pour leur Mylo Xyloto Tour dans le stade le 22 mai 2012. Madonna y est revenue le 21 août 2012 dans le cadre du MDNA Tour. La tournée internationale Violetta Live était de passage les 31 octobre et 1er novembre 2015.
Le 26 novembre 2023, le palais accueille la 21e édition du Concours Eurovision de la chanson junior.

## Jeux de la Francophonie
Le palais accueille les 7e Jeux de la Francophonie qui se déroulent à Nice du 6 au 15 septembre 2013. Les disciplines pratiquées dans ce site sont le judo et la lutte libre.